# Miguel Ángel Valcárcel
Miguel Ángel Valcárcel Lorenzo, né le 24 août 1908 à Orense (Galice, Espagne), est un footballeur espagnol qui jouait au poste de défenseur.

## Carrière
Valcárcel débute en première division espagnole avec l'Atlético de Madrid lors de la saison 1935-1936. Il joue 18 matchs de championnat. L'Atlético est relégué en Division 2.
Lors de la saison 1939-1940, Valcárcel joue deux matchs de championnat avec le FC Barcelone.